# Паданг
Паданґ (індонез. Padang) — місто в Індонезії, столиця провінції Західна Суматра. Населення (на 2013 рік) становить 923 544 особи.

## Клімат
Місто знаходиться у зоні, котра характеризується вологим тропічним кліматом. Найтепліший місяць — січень із середньою температурою 27.2 °C (81 °F). Найхолодніший місяць — вересень, із середньою температурою 26.1 °С (79 °F).
| Клімат Паданґа          | Клімат Паданґа | Клімат Паданґа | Клімат Паданґа | Клімат Паданґа | Клімат Паданґа | Клімат Паданґа | Клімат Паданґа | Клімат Паданґа | Клімат Паданґа | Клімат Паданґа | Клімат Паданґа | Клімат Паданґа | Клімат Паданґа |
| Показник                | Січ.           | Лют.           | Бер.           | Квіт.          | Трав.          | Черв.          | Лип.           | Серп.          | Вер.           | Жовт.          | Лист.          | Груд.          | Рік            |
| Абсолютний максимум, °C | 37             | 36             | 39             | 37             | 37             | 38             | 40             | 43             | 37             | 38             | 35             | 37             | 43             |
| Середній максимум, °C   | 30             | 30             | 30             | 30             | 30             | 30             | 29             | 29             | 28             | 28             | 28             | 29             | 29             |
| Середня температура, °C | 27             | 27             | 27             | 27             | 27             | 27             | 26             | 26             | 26             | 26             | 26             | 26             | 26             |
| Середній мінімум, °C    | 23             | 23             | 23             | 24             | 23             | 23             | 23             | 23             | 23             | 23             | 23             | 23             | 23             |
| Абсолютний мінімум, °C  | 16             | 20             | 21             | 21             | 20             | 18             | 18             | 18             | 18             | 21             | 18             | 20             | 16             |
| Норма опадів, мм        | 340            | 250            | 300            | 370            | 300            | 270            | 270            | 320            | 380            | 480            | 510            | 460            | 4290           |
| ----------------------- | -------------- | -------------- | -------------- | -------------- | -------------- | -------------- | -------------- | -------------- | -------------- | -------------- | -------------- | -------------- | -------------- |
| Джерело: Weatherbase    |                |                |                |                |                |                |                |                |                |                |                |                |                |

## Історія
Назва у перекладі з місцевих говірок означає «меч» або «поле».
З 16 століття Паданґ був торговим центром.
У 1663 році місто перейшло під владу голландців. 7 серпня 1669 року відбулося повстання проти голландців і насьогодні ця дата офіційно вважається днем заснування.
Голландці 1680 року побудували тут торговий пост. Місто двічі перебувало під британською владою. Вперше з 1781 по 1784 роки під час Четвертої англо-голландської війни, а потім з 1795 по 1819 роки під час наполеонівських воєн. Згодом місто повернулося під владу Нідерландів.
Орієнтовно до 1780 року найважливішим предметом торгівлі було золото. Коли ж запаси вичерпалися, торгівля здійснювалася кавою, сіллю та текстилем.
У 1797 році Паданґ був затоплений цунамі, що сталося після землетрусу. Землетрус завдав значної шкоди і призвів до загибелі двох осіб, у той час як цунамі призвело до розмиву будівель і загибелі людей у поселенні Еір Меніс. Човни, пришвартовані в річці, опинилися на суші, у тому числі 200-тонний парусник, який було змито на 1 кілометр вгору за течією.
У 1833 році стався сильний цунамі, Паданґ знову було затоплено.
На момент здобуття країною незалежності у 1940 році в місті було близько 50 000 жителів. Кава залишалася важливим продуктом економіки, але і копра була одним з основних пунктів виробництва фермерами. Зростання населення відтоді є частково результатом зростання міста, але значною мірою був результатом приїзду до міста людей з інших країн, що розвиваються.
30 вересня 2009 року стався землетрус силою 7,6 бала. Епіцентр знаходився за 50 км від міста. У місті загинуло 313 людей.

## Адміністративний поділ
Адміністративно місто поділяється на 11 районів: Bungus Teluk Kabung, Koto Tangah, Kuranji, Lubuk Begalung, Lubuk Kilangan, Nanggalo, Padang Barat, Padang Selatan, Padang Timur, Padang Utara, Pauh.

## Транспорт
За 23 км розташований міжнародний аеропорт Мінангкабау. Існує порт Телук Баюр. У місті є залізнична станція.

## Освіта
У місті функціонує найстаріший (з 1955 року) в Індонезії Андаласький університет.